# Tillandsia 'Bingo'
Tillandsia 'Bingo' es un  cultivar híbrido del género Tillandsia perteneciente a la familia  Bromeliaceae.
Es un híbrido creado en  el año 1983 con las especies Tillandsia geminiflora × Tillandsia  tenuifolia.